# Pfarrkirche Ybbs an der Donau

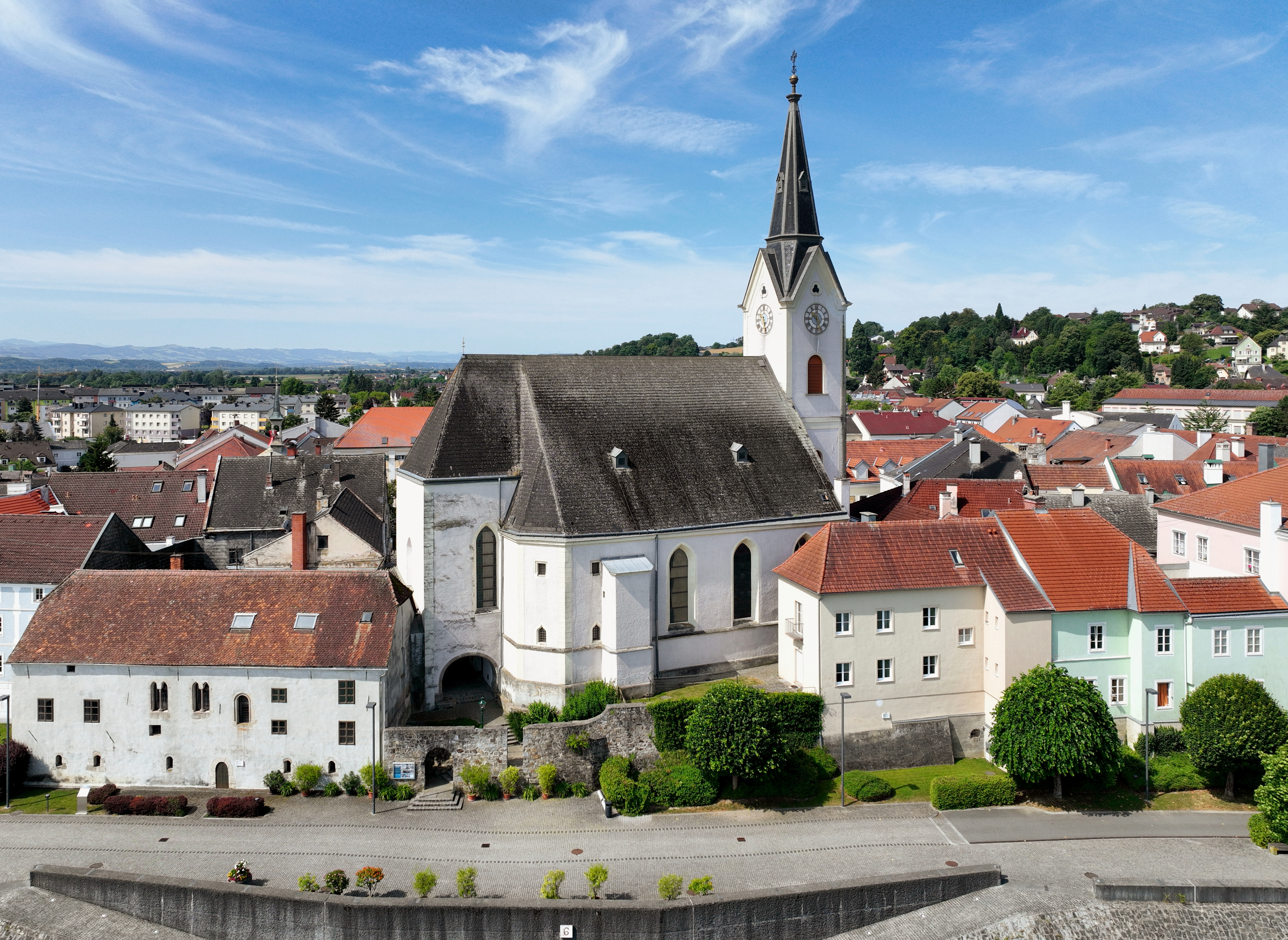
Katholische Pfarrkirche hl. Lorenz in Ybbs an der Donau

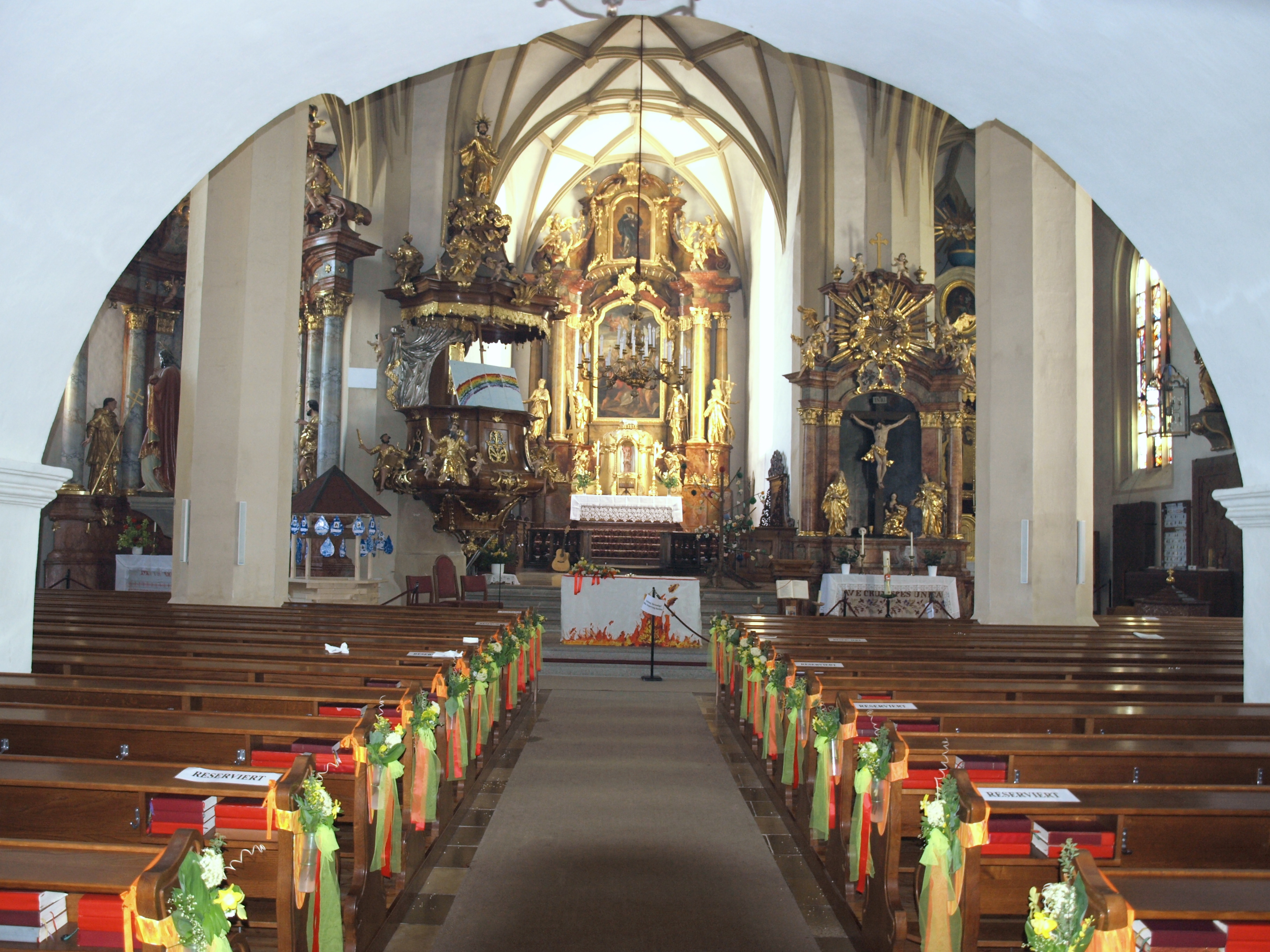
Langhaus: Blick zum Chor

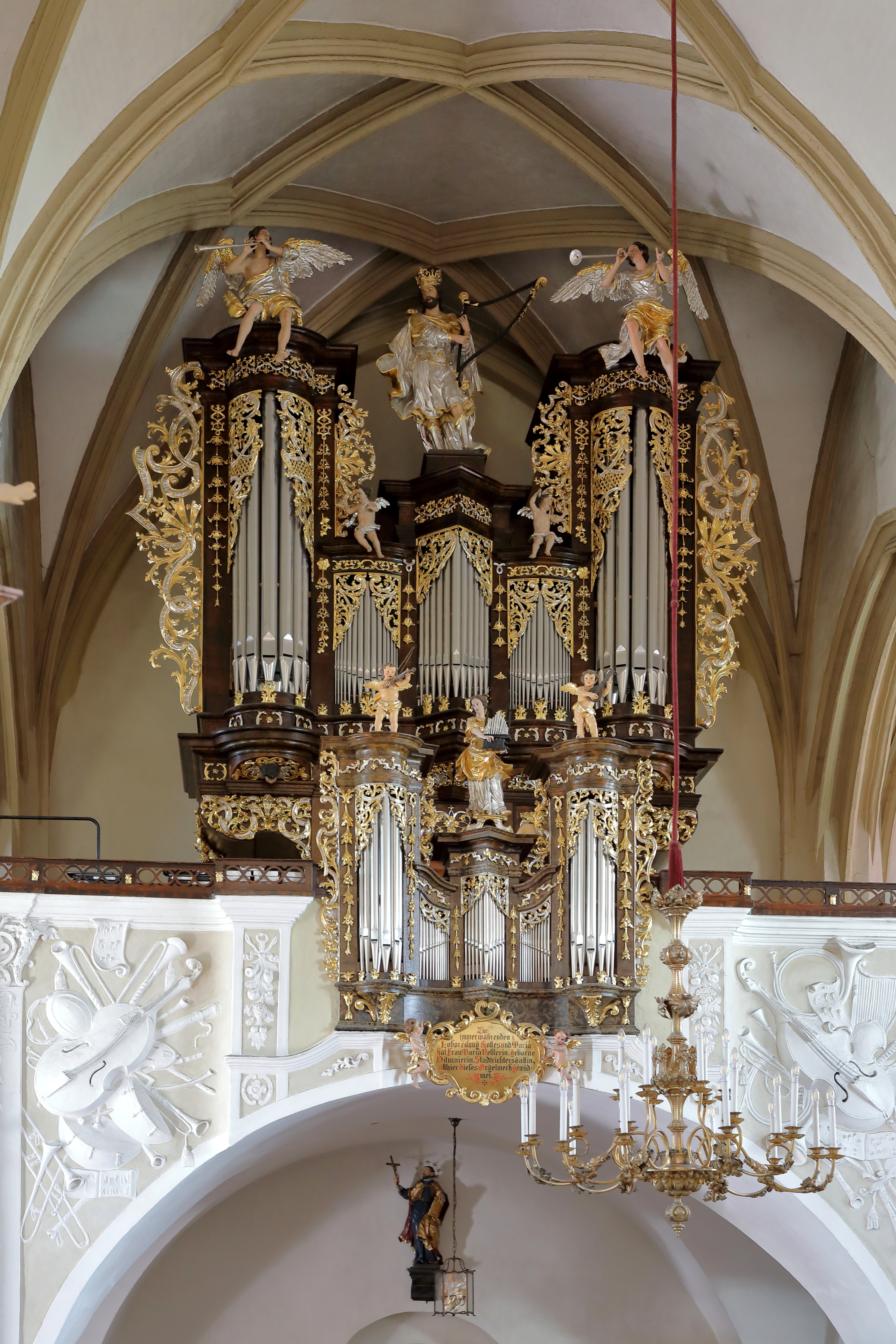
Pieringer-Orgel 2012

Die Pfarrkirche Ybbs an der Donau bildet die Nordseite des Kirchenplatzes in der Stadtgemeinde Ybbs an der Donau im Bezirk Melk in Niederösterreich. Die auf den heiligen Laurentius von Rom geweihte römisch-katholische Pfarrkirche gehört zum Dekanat Ybbs in der Diözese St. Pölten. Die Kirche steht unter Denkmalschutz (Listeneintrag).

## Geschichte
Eine Kirche wurde 1200/1208 urkundlich genannt. Die Pfarre wurde 1250/1260 urkundlich genannt und gehörte bis 1784 zum Bistum Passau. 
Im Bereich des heutigen Mittelschiffes des Langhauses bestand der romanische Vorgängerbau der Kirche. Der Wiener Dombaumeister Laurenz Spenning wurde 1466 mit der Einwölbung der spätgotischen Kirche beauftragt. Wohl auf Initiative des Hans Geyer von Osterburg wurde der mehrgeschoßige Torturm der ehemaligen Ybbsburg zum Chor umgestaltet. Bis 1771 befand sich südlich der Kirche der Friedhof. Die Kirche wurde 1992 außen und 1997 innen restauriert.

## Architektur
Die spätgotische Staffellanghauskirche mit einem Rechteckchor hat einen vorgestellten Westturm. Die Kirche ist mit einer barocken Portalmauer mit den Aufsatzstatuen Sebastian, Madonna und Florian mit dem Haus Kirchengasse Nr. 2 baulich verbunden.
Das Kirchenäußere zeigt ein spätgotisches Langhaus und einen Rechteckchor unter einem einheitliche Dach mit durchlaufendem First, die Chortraufe ist höher, das Langhaus hat südlich dreibahnige Maßwerkfenster mit Dreiblattformen, Strebepfeiler, ein spätgotisches mehrfach profiliertes spitzbogiges Trichterportal mit seitlichen Spolien wohl frühgotische Säulchen mit Blattkapitellen mit einer eingesetzten Scheibe mit einer skulpturierten Darstellung Lamm Gottes, im Westen ist ein spätgotischer polygonaler Treppenhausrisalit angebaut, nördlich über einer hohen Futtermauer befinden sich maßwerklose Spitzbogenfenster, ausgenommen das westliche Fenster dreibahnig mit Maßwerk, östlich im polygonal anschließenden Anbau befindet sich die Sakristei und darüber das Archiv mit kleinen Kielbogen- und Rechteckfenstern und ein rechteckiger Risalit eines Wendelsteins.
Der Chor hat Spitzbogenfenster und ist im Norden von der Sakristei und im Süden vom Südschiffchor eingeklammert. Unter dem Ostjoch des Rechteckchores befindet sich im Untergeschoß eine tonnengewölbte Durchfahrt mit gequaderten Rundbogenrahmungen, das Untergeschoß des ehemaligen Torturmes im Bereich der Ybbsburg war der Zugang zur ehemaligen Anlegestelle und Überfuhr an der Donau. 1989 wurden Reste des mittelalterlichen Straßenpflasters ergraben.
Der hohe dreigeschoßige romanische Westturm hat ostseitig im Bereich des Dachstuhles ein dreiteiliges Schallfenster um 1230. Nach einem Brand 1716 wurde der Turm durch Johann Michael Prunner 1721 erhöht und fassadiert, die seitlichen Portale wurden später ausgebrochen, der Turm hat rundbogige Schallfenster, Zifferblätter, einen Giebelkranz, er trägt einen steilen Spitzhelm aus 1874.

## Ausstattung
Die bedeutende barocke Einrichtung entstand von 1716 bis 1730. Der 1722 geweihte Hochaltar hat einen monumentalen Aufbau mit je zwei Freisäulen unter einem konkav einschwingenden Gebälk und Volutenaufsatz, er zeigt das Bild hl. Laurentius und im Oberbild Maria Immaculata.
Die Hängekanzel mit aufwändigem Dekor entstand um 1730.
Die barocke Orgel erbaute Bartholomäus Heintzler um 1723/1725. Ein Schild erinnert an den Besuch von W. A. Mozarts im Jahre 1767. 1874 erhielt die Orgel ein Werk von Franz Strommer mit 19 Registern, das 1954 von Gregor Hradetzky umgestaltet wurde. In das historische Gehäuse fügte Orgelbau Pieringer 2012 ein neues Werk ein.
Eine Glocke nennt Ferdinand Drackh 1726. Eine Glocke nennt Ferdinand Vötterlechner 1751. Eine Glocke ist aus 1950, drei aus 1958.